# 席义方
席义方（1944年—），河南新乡人，汉族，中华人民共和国政治人物、第十一届全国人民代表大会四川地区代表。
毕业于西安交通大学金属材料热处理专业，是中共党员。担任四川省人大常委会原党组书记。2008年起担任全国人大代表。